# Filgrastim
Il Filgrastim è una molecola appartenente alla classe delle citochine utilizzata come farmaco nel trattamento della neutropenia in pazienti trattati con chemioterapia citotossica per una serie di patologie maligne, avvelenamento da radiazioni, infezione da HIV avanzata, o neutropenia da causa sconosciuta.
Filgrastim è stato approvato per uso medico dalla Food and Drug Administration negli Stati Uniti nel 1991. Nell'anno 2010 l'Agenzia europea per i medicinali (EMA) ha dato parere favorevole al rilascio dell’autorizzazione all’immissione in commercio del farmaco biosimilare Nivestim.
Filgrastim è stato inserito dalla Organizzazione mondiale della sanità nella lista delle medicine essenziali, quei farmaci che soddisfano i bisogni della maggioranza delle persone in materia di cure sanitarie e dovrebbero essere sempre disponibili in quantità sufficiente per le popolazioni.

## Farmacodinamica
Il G-CSF umano è una glicoproteina, un fattore stimolante la produzione di colonie di granulociti neutrofili, ed il loro rilascio dal midollo osseo. Il G-CSF regola la produzione di neutrofili all'interno del midollo osseo; il G-CSF endogeno è una glicoproteina prodotta da monociti, fibroblasti e cellule endoteliali.
Il Filgrastim (r-metHuG-CSF) viene prodotto tramite tecnologia di DNA ricombinante e la sua somministrazione induce entro 24 ore un marcato aumento della conta dei neutrofili nel sangue periferico e, in misura minore, anche un incremento dei monociti. In modo incostante il farmaco può talvolta indurre, rispetto ai valori basali, un lieve aumento del numero di eosinofili e basofili circolanti.
I neutrofili prodotti in risposta alla stimolazione indotta da filgrastim presentano una normale funzionalità, ma sfortunatamente il loro numero viene a diminuire rapidamente, circa del 50% entro 24-48 ore dalla infusione, fino a ritornare a livelli normali entro massimo una settimana.
Gli studi effettuati hanno permesso di stabilire che l'utilizzo del filgrastim in pazienti che necessitano di essere sottoposti a chemioterapia citotossica riduce in modo significativo l'incidenza, la gravità e la durata della nuetropenia ed il rischio di gravi infezioni che mettono a repentaglio la vita del paziente, in particolare quando la conta assoluta dei neutrofili scende al di sotto del limite di 500/µL.
Similmente l'utilizzo di filgrastim riduce la durata della neutropenia febbrile, il ricorso agli antibiotici e la necessità di ospedalizzazione ed isolamento del paziente.

## Farmacocinetica
Dopo somministrazione di filgrastim per via sottocutanea la biodisponibilità del farmaco è quasi completa. Anche successivi studi su composti biosimilari, eseguiti su adulti in buona salute e dopo la somministrazione di una singola dose sottocutanea di 10 µg/kg, hanno evidenziato una biodisponibilità e una farmacocinetica molto simile a quella del composto di filgrastim originatore. L’emivita di eliminazione di filgrastim è di circa 3,5 ore. L'inizio d'azione del farmaco e il picco d'azione sono sconosciuti. In pazienti sottoposti a trapianto autologo di midollo osseo, la somministrazione continua di filgrastim per 4 settimane non ha messo in evidenza tendenza all'accumulo del farmaco.

## Dosi terapeutiche
La terapia con filgrastim è di tipo specialistico, anche se può essere effettuata da un medico di medicina generale ma sempre e solo in stretta collaborazione con un centro oncologico con esperienza in ematologia e nell'utilizzo del fattore di crescita stimolante le colonie di granulociti, dotato delle necessarie attrezzature diagnostico/terapeutiche, al verificarsi di eventuali complicanze.
Indicativamente la dose raccomandata di filgrastim è pari a 0,5 milioni di unità (pari a 5 mcg)/kg/die.
In genere prima della somministrazione della prima dose del farmaco è necessario attendere almeno 24 ore dall'avvenuta chemioterapia citotossica.
Filgrastim deve poi essere somministrato quotidianamente fino a quando la conta dei neutrofili non sia tornata ad un livello normale.

## Usi clinici
Filgrastim è utilizzato per ridurre incidenza e durata della neutropenia con febbre in soggetti malati di cancro e sottoposti a chemioterapia citotossica. Inoltre trova indicazione anche nella riduzione della durata della neutropenia in soggetti che prima di un trapianto di midollo osseo vengono trattati con farmaci diretti alla distruzione delle cellule (comprese quelle tumorali) del midollo osseo, al fine di renderne possibile la sostituzione con nuove cellule staminali.
Il medicinale è utilizzabile anche per aumentare il numero di neutrofili e quindi abbattere il rischio di infezione in pazienti neutropenici che hanno una storia personale di infezioni gravi e ripetute.
Filgrastim trova indicazione anche nel trattamento della neutropenia grave in pazienti in fase avanzata di infezione sostenuta dal virus dell'immunodeficienza umana (HIV, Human Immunodeficiency Virus), al fine di ridurre il rischio di infezioni batteriche (tra cui quelle opportuniste), quando il ricorso ad altri trattamenti preventivi non si è dimostrato sufficiente e adeguato.

## Controindicazioni
Il farmaco è controindicato nei soggetti con ipersensibilità nota al principio attivo o ad uno qualsiasi degli eccipienti. Non si deve ricorrere a filgrastim per aumentare la dose di terapia citotossica oltre i normali dosaggi cui si riferiscono le principali linee guida internazionali.

## Effetti collaterali e indesiderati
L'evento avverso più spesso osservato dopo la somministrazione del farmaco è la comparsa di dolore muscolare o scheletrico, generalmente lieve o moderato, che compare dopo alcune somministrazioni ripetute. È anche stata segnalata la comparsa di reazioni cutanee locali nel sito di iniezione. Altri effetti avversi osservati comprendono reazioni allergiche gravi (compresa la comparsa di eruzione cutanea su tutto il corpo, dispnea, respiro sibilante, vertigini, edema intorno alla bocca o agli occhi, tachicardia e sudorazione profusa). 
Sia pure raramente, ma è stata riportata splenomegalia con tendenza alla rottura splenica, evento registrato anche in donatori sani di cellule progenitrici ematiche, prima del trapianto allogenico. Alcuni casi di rottura splenica sono stati fatali. 
Dopo la commercializzazione del farmaco sono stati riportati rari casi di sindrome da perdita capillare (caratterizzata da ipotensione, ipoalbuminemia, edema ed emoconcentrazione). Gravi crisi falciformi, in alcuni casi con esito fatale, sono state associate all'uso di filgrastim in pazienti con anemia a cellule falciformi o con tratto falcemico: per questo motivo l'uso di filgrastim in questi soggetti deve essere preceduto da un'attenta valutazione dei potenziali rischi e benefici.